# 니코 곤살레스
니콜라스 곤살레스 이글레시아스(스페인어: Nicolás González Iglesias, 2002년 1월 3일 ~ )는 니코(Nico)라는 이름으로 알려져있는 스페인의 축구 선수이다. 그는 현재 잉글랜드 프리미어리그의 맨체스터 시티에서 뛰고 있다.